# 袋井祭り
袋井祭り（ふくろいまつり）とは、静岡県袋井市で行われる祭礼。
五穀豊穣を祝い、無病息災を願い行われる大祭で、十二所神社、白髭神社を始め、七ツ森神社、赤尾渋垂郡辺神社の四社の例祭、氏子町内の合同行事を袋井祭りと呼ぶ。所謂、高欄二輪型の屋台が曳き廻される祭りで、二輪屋台の為、遠州地方でしか見られない、屋台を上下左右に振りながら前に進む大変迫力のある独特な曳き方をする。奉納囃子などに用いられる道囃子などの袋井独特の芸能も発展していて、渡橋の際に屋台の曳き綱の中で演奏される。祭りの盛んな遠州の中でも有数の規模を誇り、歴史は古く江戸時代にまで遡ることが出来る。                                   天保十三年当時、川井村  (現在の川井三町。西町、中町、東町)が高欄式六本柱造りの総漆塗りで、蒔絵や螺鈿細工(彫刻の有無については記述が無い為不明)が施された屋台を曳き廻したという記録が残っており、それが確認されている中では袋井最古の屋台曳き廻しの記録である。江戸時代天保期には少なくとも現在の川井三町、本町、新町に屋台が存在していたことが判明している。また明治時代に入ると町の細分化などにより屋台を曳き廻す町が次第に増え始め、現在では東海道付近の七町、高尾地区の八町、合わせて十五町が参加している。

## 参加する町
- 川井西町（献瑞車）
- 川井中町（龍翔車）
- 川井東町（慶雲車）
- 本町（聲奏鶴）
- 永楽町（永進車）
- 新町（眞進車）
- 新屋（同楽舎）
- 西通（月桂車）
- 東通（朝陽車）
- 栄町（さかえ）
- 睦町（睦美車）
- 下地（陵雲車）
- 掛之上（日進車）
- 大門（高稜車）
- 田端（飛龍車）